# Белавићи (Марчана)
Белавићи (итал. Bellavici)) је насељено место у Истарској жупанији у Републици Хрватској. Административно је у саставу општине Марчана.
Налази се у југоисточном делу Истре, удаљено 21 км од Пуле, 6 км североисточно од главног пута Пула—Лабин, 2 км западно од Рашког залива .

## Становништво
Према задњем попису становништва из 2011. године у насељу Белавићи живело је 37 становника.
Кретање броја становника по пописима 1857—2001.
| година пописа  | 1857 | 1869 | 1880 | 1890 | 1900 | 1910 | 1921 | 1931 | 1948 | 1953 | 1961 | 1971 | 1981 | 1991 | 2001 | 2011 |
| бр. становника | 0    | 0    | 42   | 55   | 60   | 54   | 0    | 0    | 79   | 70   | 61   | 53   | 30   | 23   | 27   | 37   |

Напомена:У 1857, 1869, 1921. и 1931. подаци су садржани у насељу Ракаљ.